# Sveti Križ (Budinščina)
Sveti Križ is een plaats in de gemeente Budinščina in de Kroatische provincie Krapina-Zagorje. De plaats telt 159 inwoners (2001).